# Алендер, Урмас
У́рмас А́лендер (эст. Urmas Alender ; 22 ноября 1953, Таллин, ЭССР — 28 сентября 1994, Балтийское море) — эстонский рок-певец и композитор.

## Биография
Родился в Таллине в семье моряка. Прославился, будучи солистом рок-ансамбля «Ruja» (эст.), созданного осенью 1971 года пианистом Рейном Раннапом (эст.).
Записал большое количество пластинок и кассет, в том числе: «Ruja», «Üle müüri» («Через стену»), «Kivi veereb» («Камень катится»), «Pop Ruja», «Пусть будет всё» (эст., 1989), «Must lind» («Чёрная птица»).
С 1979 по 1980 год выступал в эстонской панк-рок-группе «Propeller» (эст.). Другие группы, с которыми выступал Алендер, были «Teravik» (эст., 1973—1976), «Data» (эст., 1988−1989), а в 1983 году он недолго играл в группе «Kaseke» (эст.).
Исполнял, в основном, свои собственные произведения и песни Рейна Раннапа. Сохранилась также сделанная в Стокгольме редкая запись песни Тойво Курмета «Flying Away», которая вошла в выпущенный автором альбом «Muusikavooluses» («В потоке музыки», Стокгольм; 2008).
Урмас Алендер погиб 28 сентября 1994 года — он был одним из 989 пассажиров затонувшего в Балтийском море парома «Эстония». Тело музыканта так и не было найдено.
Алендеру посвящён документальный фильм Лии Саккос (эст. Liia Sakkos) «По ту сторону воды» («Teisel pool vett», 2003 год). В качестве названия фильма режиссёр выбрала название популярной песни, которую Алендер исполнял с группой «Руя» (эст. «Ruja»).

## Личная жизнь
В 1976 году женился. В 1979 году у него родилась дочь Йоко, также у него был сын Йон.

## Ансамбли
- «Varjud» (эст., с эст. — «Тени»; 1969—1970)
- «Andromeeda» (эст., «Андромееда», 1971—1974)
- «Teravik» (с эст. — «Остриё»; 1973—1976)
- «Data» («Дата», 1988—1989)
- «Propeller» («Пропеллер», 1979—1980)
- «Ruja» («Руя», 1971—1988)
- «Kaseke» (с эст. — «Берёзка»; 1983)

## Дискография

### Альбомы
- «Vana kloun» («Старый клоун», 1992)
- «Hingelind» («Птица души», 1994)
- «Kogutud teosed I. 1968—1980» («Избранные произведения I. 1968—1980», 2000)
- «Kogutud teosed II. 1981—1993» («Избранные произведения II. 1981—1993», 2000)
- «Kui mind enam ei ole» («Если меня больше нет», 2001)
- «Armastuse ämblik» («Паук любви», 2003)
- «Kohtumine Albertiga» («Встреча с Альбертом», 2003)